# Цепелин
Цепелин је тип балона ваздухоплова на моторни погон, којег је развио гроф Фердинанд фон Цепелин почетком 20. века, базираног на ранијим нацртима Давида Шварца. Обликом и аеродинамичким карактеристикама је сличан дирижаблу али за разлику од њега, поседује круту носећу конструкцију.
У питању је летелица лакша од ваздуха, вретенастог, издуженог облика на сопствени погон. Њоме управља пилот помоћу великог кормила. За доњи део летелице причвршћена је гондола, у коју стају посада и путници. За гондолу је причвршћен мотор, који покреће пропелере. Кретање летелице не зависи од ветра. За испуну се раније користио водоник, а данас се користи хелијум. Данас је путовање њима угодно, безбедно и тихо. Обично може да прими до 20 путника. С обзиром да може да мирује у ваздуху, цепелин је погодан за фотографисање, надгледање, снимање тла, као и пренос спортских такмичења из птичије перспективе. Користе се и као летеће дизалице, којима се терет може изузетно прецизно спустити на жељено место.

## Историја
Прву овакву летелицу је направио конструктор српског порекла Огњеслав Костовић Степановић, још 1888. године, али никад није полетела. Њено конструисање је држао у тајности, али га је пожар спречио да је проба у ваздуху. Гроф Цепелин је дошао на сличну идеју гледајући употребу балона у Француско-пруском рату, при опсади Париза, мада је чуо и за сличну употребу током Америчког грађанског рата. Осмислио је летелицу 1890. године, на основу нацрта Давида Шварца, али је у конструисање кренуо 1899. године. Прва успешна демонстрација летелице обављена је 2. јуна 1900. године на језеру Констанца. Прототип је назван LZ1, био је дугачак 128 m и имао је два „Дајмлер” мотора од 10,6 kW.
LZ1 је прва летелица коришћена за комерцијалне летове почевши од 1909. године. До 1914. године је Немачко аеро-удружење обавило 1.500 ваздушних летова превозећи 35.000 путника без иједне незгоде.
Немачко ваздухопловство 1909. године у наоружање уводи модел Z1, а током Првог светског рата је масовно коришћен у извиђачке али и бомбардерске сврхе. Десетине летова су изведене над територијом Велике Британије током којих су избачене тоне бомби уз мањи војни али значајни психолошки ефекат.
Немачки пораз у Првом светском рату је зауставио развој овог вида ваздушног транспорта све до 1920.-их, када креће ренесанса. Тако је 1924. године у САД конструисан ZR-1, прва америчка летелица, а 12. октобра је ZR-3 "USS Los Angeles" обавио први трансатлантски лет дуг 8.050 km који је трајао 82 сата и 2 минута. Врхунац је 1930.-их када летелице LZ127 Graf Zeppelin и LZ129 Hindenburg обављају прве трансатлантске летове.

## Цепелин „Хинденбург“
Најпознатији догађај из историје ових летелица је трагедија цепелина „Хинденбурга“ (LZ129), највећег цепелина на свету, дугог 245 m. Произведен је у Немачкој 1936. године. Имао је 61 чланова посаде и 36 путника, са две палубе за путнике, једнокреветним и двокреветним кабинама, трпезаријом, библиотеком и салоном и могао је да лети брзином од 125 km/h. Свој последњи лет започео је из Франкфурта 3. маја 1937. Прелетео је Атлантик за 65 сати. Међутим, 6. маја, на пристаништу код Лејкхерста, Њу Џерзи, у раним јутарњим сатима, хиљаде гледалаца присуствовало је пристајању ваздушне лађе, која се у року од пар секунди претворила у огромну летећу буктињу, када је страдало 35 од 97 путника и чланова посаде. Тада се радијски пренос пристајања чуда немачког инжењерског савршенства, претворио у први медијски спектакл директног преноса велике катастрофе. Тај догађај је запечатио судбину ове гране ваздухопловне индустрије. Од тада се за испуну више није користио водоник.

## Цепелини данас
Деведесетих година 20. века долази до оживљавања идеје цепелина. Међутим овога пута за туристичке и рекламне сврхе. Нове летелице, назив им је Zeppelin NT, више нису грандиозних димензија и много су безбедније.

## Терминологија

### Ваздушни брод
Током пионирских година у ваздухопловству, појмови као што су „цепелин”, „ваздушни брод”, „ваздушни-брод” и „брод од ваздуха” односили су се на било какву летећу или машину којом се могло управљати. Забележено је да је 1919. године Фредерик Хандли Пејг говорио о „бродовима од ваздуха”, при чему је мање путничке типове назива „ваздушним јахтама”. Током 1930-их, велики интерконтинентални летећи бродови понекад су називани и „бродовима од ваздуха”. У данашње време се термин „ваздушни брод” користи само за погонске, дирижабалске балоне, а подтипови су класификовани као крути, полу-крути или некрути. Полутврда архитектура је новијег датума, настала након напретка у деформабилним структурама и услед потребе за смањењем тежине и запремине ваздушних бродова. Они имају минималну структуру која задржава облик заједно са надпритиском у гасној овојници.